# Donaueschingen
Donaueschingen (in alemanno Eschinge) è una città tedesca di 22 431 abitanti, situata nella parte sud-occidentale dello stato del Baden-Württemberg.
È la seconda città più popolosa del circondario della Foresta Nera-Baar, dopo il capoluogo Villingen-Schwenningen.
Nelle sue vicinanze i fiumi Breg e Brigach si uniscono formando il Danubio.

Dal XVIII secolo è stata la residenza stabile dei Principi di Casa Fürstenberg di cui furono i feudatari fin da tempi antichi.

## Cultura
Nella cittadina si tiene l'omonimo festival di musica contemporanea.